# 側肛異齒䲁
側肛異齒䲁（學名：Ecsenius paroculus），又稱側肛無鬚䲁，為輻鰭魚綱鳚形目䲁科異齒䲁屬的一種，分布於西太平洋泰國西海岸、馬六甲海峽、明打威群島、斯里布群島和巴韋安島海域，深度3至10公尺，本魚體延長，稍側扁，似圓柱狀；頭鈍短。前鼻孔具一鼻鬚；無眼上鬚及頸鬚，齒門牙41至50顆，後犬齒，兩側各一個，側線無垂直孔對，身體呈棕色，眼後條紋、鰓蓋緣、體背眼斑及腹部側面深褐色，身體有淡白色的斑點，吻部泛著粉紅色，頸背有一對橫向的黑點，背鰭硬棘12枚、背鰭軟條12-14枚、臀鰭硬棘2枚、臀鰭軟條14-16枚，體長可達4公分，棲息在沿海礁石區，雌魚產附著性卵，雄魚有護卵行為，幼魚為浮游性，生活習性不明。